# Mentos-udbrud
 Der er for få eller ingen kildehenvisninger i denne artikel, hvilket er et problem. Du kan hjælpe ved at angive troværdige kilder til de påstande, som fremføres i artiklen.

|  | Denne artikel behøver tilrettelse af sprogstilen. Sproget i denne artikel er af uencyklopædisk karakter. Da Wikipedia er en åben encyklopædi, der skal kunne læses af alle, er det vigtigt at holde et naturligt og neutralt dansk (uden f.eks. indforståede fagudtryk og superlativer). Du kan hjælpe ved at forbedre teksten. |

Et Mentos-udbrud (også kendt som en Mentos- og cola light-gejser, sodagejser eller cola light og Mentos) er en fysisk reaktion mellem Mentos-pastiller og cola light. Eksperimentet går ud på at lægge Mentos-pastiller (sædvanligvis 5–8) ned i en flaske med cola light. Resultatet er et kraftigt udbrud, der skyldes en hurtig frigivelse af et stort antal CO2-bobler. Begrebet er blevet et populært populærvidenskabeligt eksperiment og internetfænomen, efter at videoer af Mentos-udbrud er blevet lagt op på bl.a. YouTube.
Effekten skyldes dels, at Mentos-pastiller har en meget ru overflade, hvorpå bobler nemt dannes, dels at pastillerne er belagt med gummi arabicum, der reducerer colaens overfladespænding.

## Årsag til reaktionen
Vand er bundet sammen med hydrogenbindinger. Det vil sige, at hvert enkelt molekyle har en positiv og negativ ladning, som danner en relativt kraftig binding. Dette danner også vands høje overfladespænding. 
Vand på ren form (demineraliseret vand) har en meget stor overfladespænding, men så snart at man tilsætter andre stoffer til væsken, mindskes overfladespændingen. Det vil sige, at et produkt som cola light med mange forskellige tilsætningsstoffer har en mindre overfladespænding end eksempelvis danskvand som har meget få tilsætningsstoffer.
Når en cola bruser, frigives kuldioxidmolekyler. Disse molekyler tilsættes undertryk og fastholdes af vandets overfladespænding. Fordi overfladespændingen fastholder kuldioxiden, frigives kuldioxidmolekylerne nemmere i en væske med lav overfladespænding end en med høj. Når kuldioxiden opløses i vandet, indgår den i en ligevægt med vandet og skaber kulsyre. 
Kulsyre er et polært stof, som gør, at det meget nemt kan opløses i vand. Men hvor godt det sidder fast i vandet, afhænger igen af vandets overfladespænding. Jo flere stoffer der er i blandingen, jo mere går ligevægten i retning af CO2.[kilde mangler] Man kan se det på forskellen imellem danskvand og cola, når man åbner en flaske. Colaen skummer generelt langt mere end danskvandet, da der er langt flere tilsætningsstoffer i colaen. 
Det er ikke kun stoffer som allerede er i væsken, der påvirker overfladespændingen. I Mentos-forsøget påvirker stoffer fra mentosen nemlig også overfladespændingen. Disse stoffer bliver opløst i væsken, når Mentosen synker igennem væsken. Mentosen nedsætter derfor også som fysisk objekt overfladespændingen så snart man tilsætter den til colaen. Dette gør det nemmere for kuldioxidmolekylerne at bryde vandets struktur.[kilde mangler]
Der en sidste faktor der har en stor påvirkning på den synlige reaktion i mellem cola og mentos. Når der bliver dannet bobler, vil de helst dannes op ad en overflade.[kilde mangler] Dette kaldes for kimdannelse (nucleation på engelsk). Det kan man nogle gange se, når flaske cola bruser over; så sidder alle boblerne på siden af flasken. En anden måde at se det er ved at hælde noget danskvand op i et glas og sætte sin finger ned i væsken.
Grunden til at cola bruser så meget op når en mentos bliver tilsat er på grund af overfladearealet af en mentos. Mentos har en meget ru overflade, det kan sammenlignes med en golfbold, som har små indhulninger over det hele. Det vil sige at der pludselig er en enorm overflade, som kuldioxidmolekylerne kan reagere på. Kuldioxidboblerne fungerer som yderligere overflader, der virker som nye områder for kimdannelse, hvilket danner endnu flere bobler. Dette betyder at bobledannelsen vokser næsten eksponentielt.[kilde mangler]
Et godt argument for at kimdannelse har en stor betydning for reaktion kan ses når man tilsætter en mentos med frugtsmag til noget cola light. Mentos-pastiller med frugtsmag har nemlig en helt glat overflade, hvilket gør reaktionen langt mindre.
Årsagen til at det skal være cola light og ikke normal cola er, at cola light indeholder den kemiske forbindelse aspartam. Aspartam anvendes som sødemiddel i mange fødevarer og en af dets egenskaber er, at det nedsætter overfladespændingen meget. Sammen med den store overflade på mentosen skaber det den næsten eksplosive reaktion. 